# ميخائيل سويفت (لاعب كرة قدم أمريكية)
ميخائيل سويفت (بالإنجليزية: Michael Swift)‏ هو لاعب كرة قدم أمريكية أمريكي، ولد في 28 فبراير 1974 في دييرسبورغ في الولايات المتحدة.

## وصلات خارجية
- ميخائيل سويفت على موقع مرجع كرة القدم المحترفة.كوم (الإنجليزية)